# Gudikatti, Sampgaon
Gudikatti là một làng thuộc tehsil Sampgaon, huyện Belgaum, bang Karnataka, Ấn Độ.